# 曼谷聖馬可國際學校
曼谷聖馬可國際學校（英語：St. Mark's International School Bangkok）是一所位於泰國首都曼谷萱鑾縣的澳大利亞國際學校。

## 概述
曼谷聖馬可國際學校是一所基督教學校，也是國際基督教學校協會(ACSI)的成員。曼谷聖馬可國際學校成立於1999年，是泰國第一所澳大利亞國際學校。
曼谷聖馬可國際學校招收從幼兒園到12年級的學生。學生來自澳大利亞、英國、紐西蘭、美國、印度、新加坡、巴西、中國、日本和泰國等多個國家。